# Liste der Wappen im Bezirk Ried im Innkreis
Die Liste der Wappen im Bezirk Ried im Innkreis zeigt die Wappen der Gemeinden im oberösterreichischen Bezirk Ried im Innkreis.

## Wappen der Städte, Marktgemeinden und Gemeinden

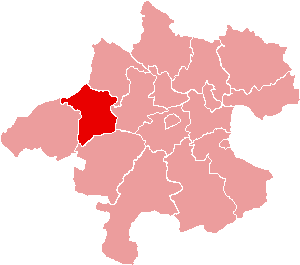
Lage in Oberösterreich
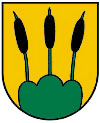
Andrichsfurt
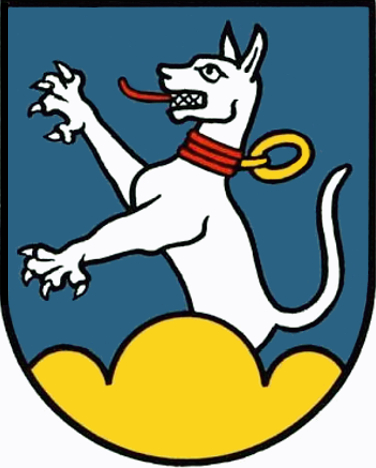
Antiesenhofen
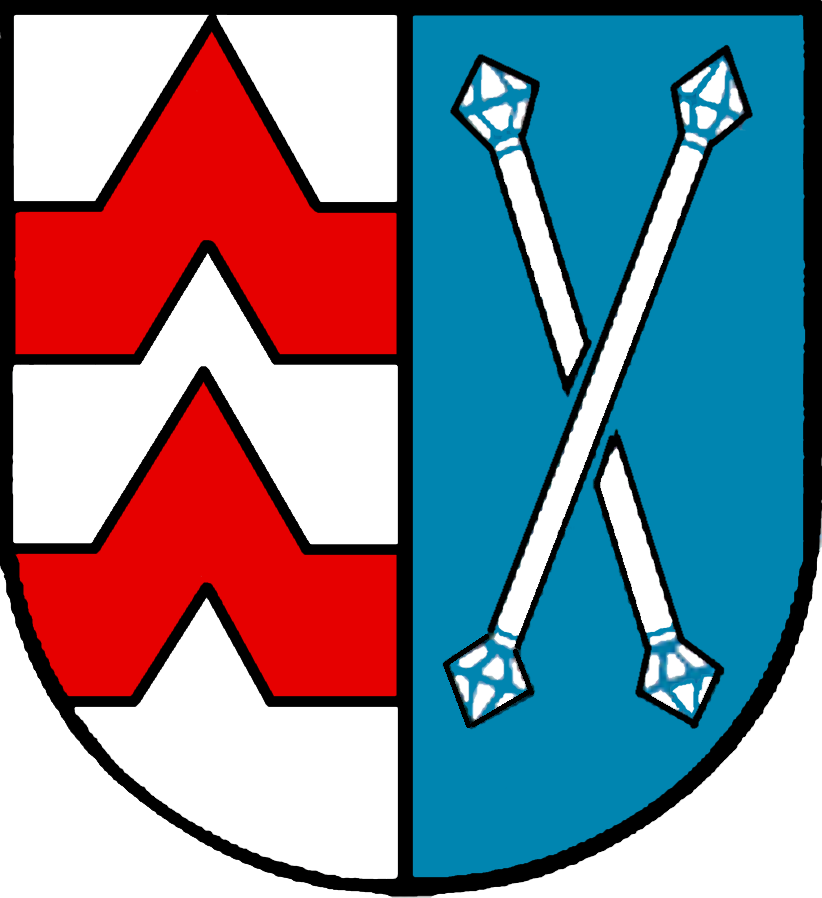
Aurolzmünster
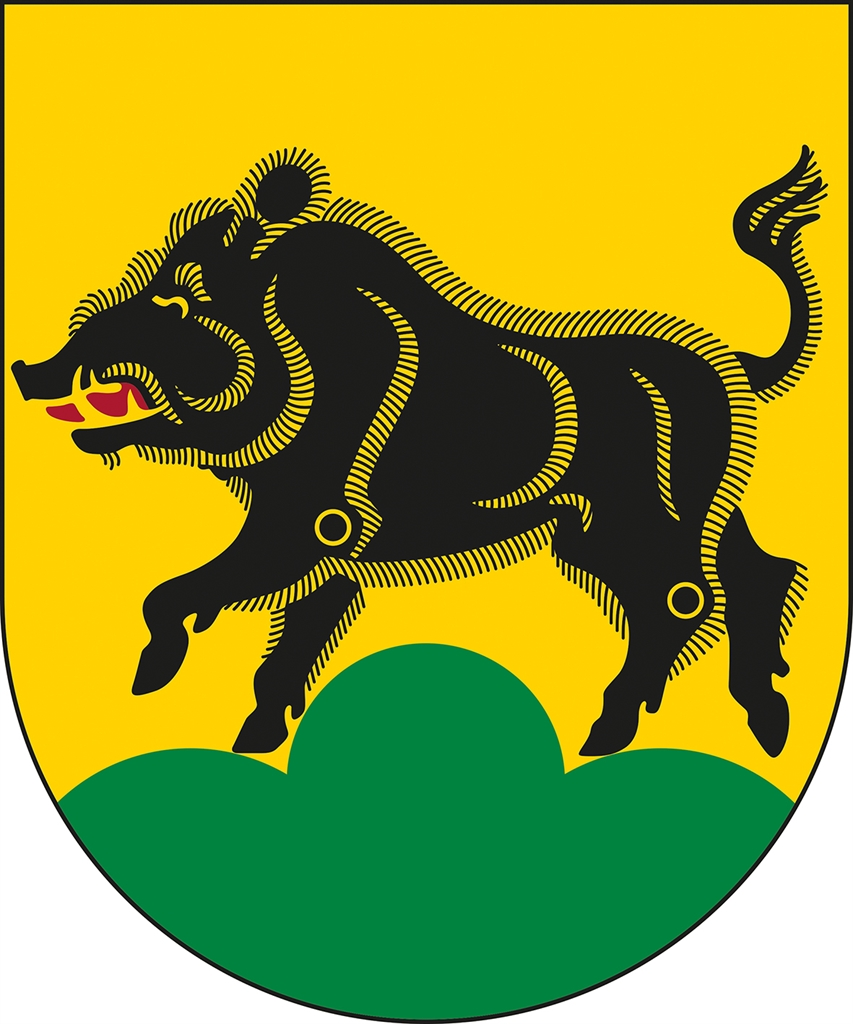
Eberschwang
Eitzing
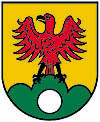
Geiersberg
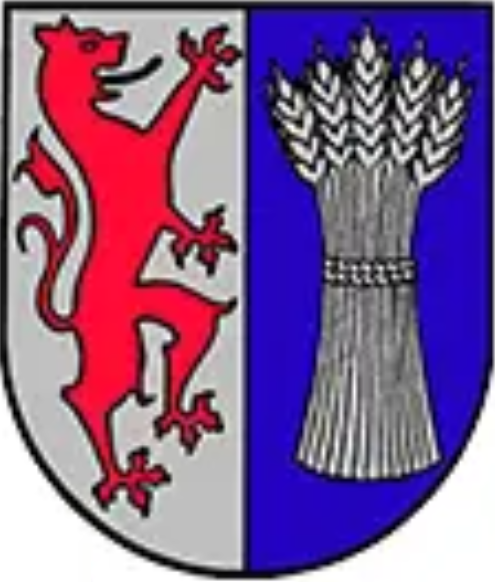
Geinberg
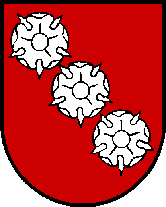
Gurten
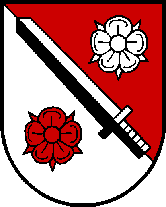
Hohenzell
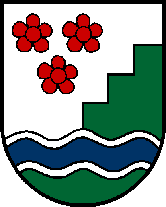
Kirchdorf am Inn
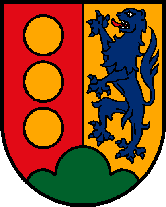
Kirchheim im Innkreis
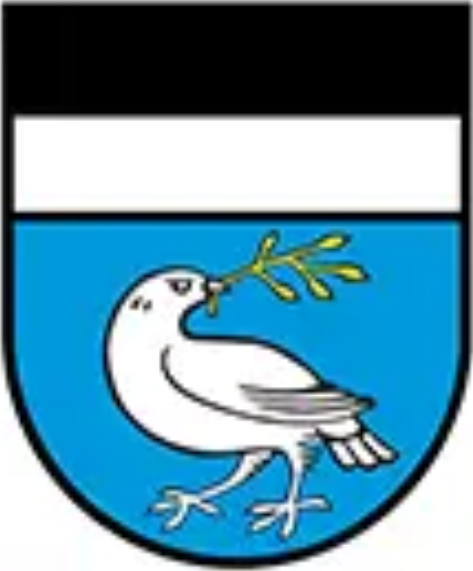
Lambrechten
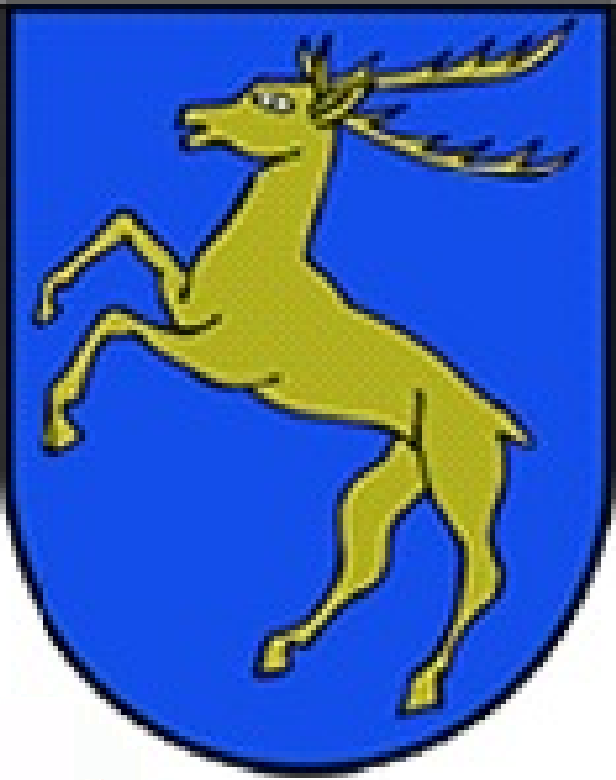
Lohnsburg
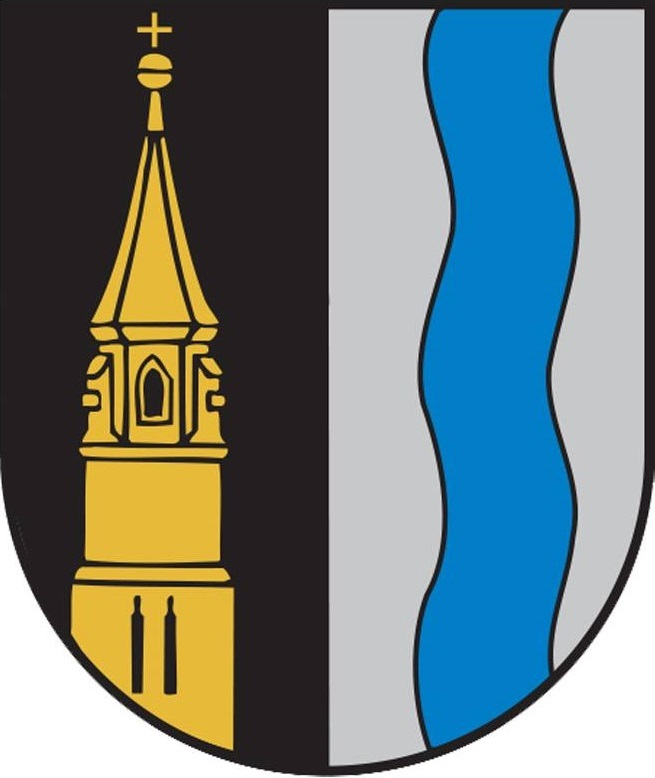
Mehrnbach
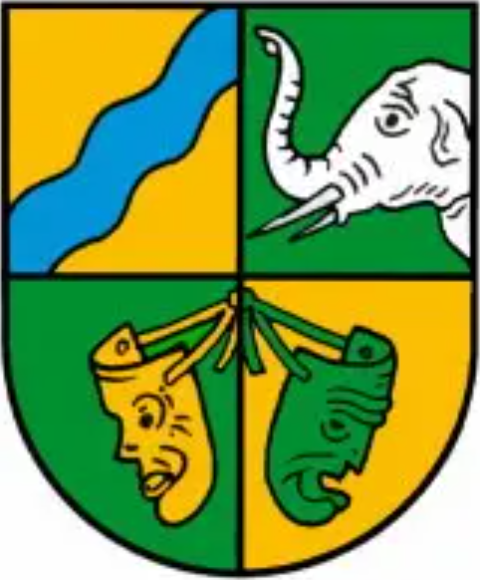
Mettmach
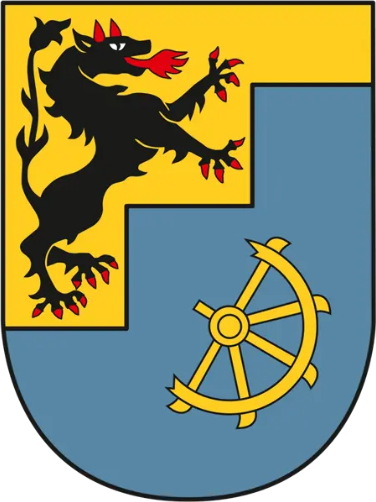
Mörschwang
Mühlheim am Inn
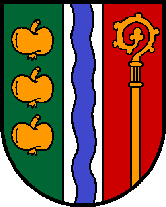
Neuhofen im Innkreis
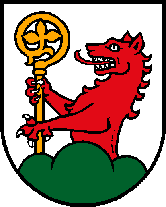
Obernberg am Inn
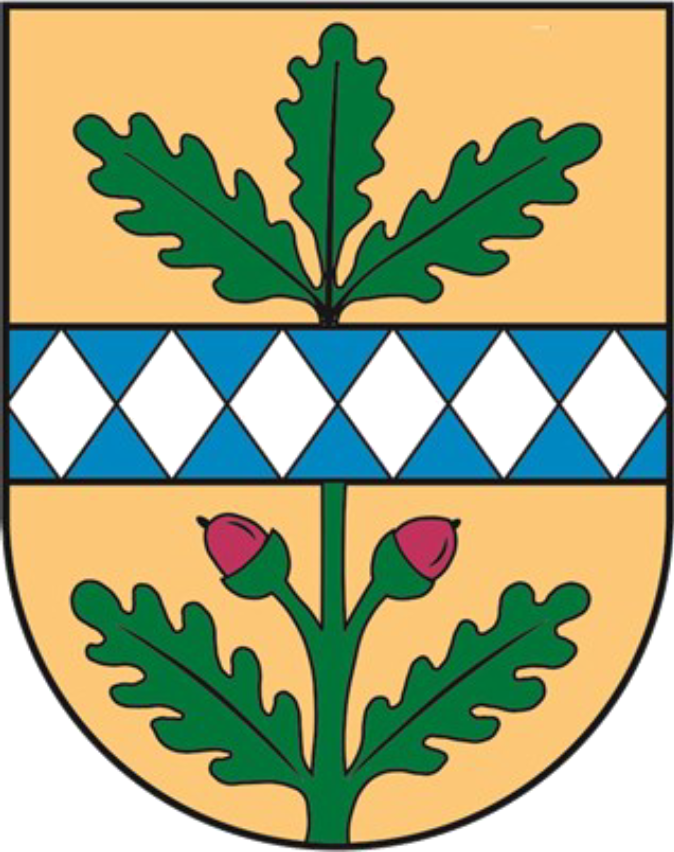
Ort im Innkreis
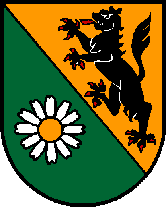
Pattigham
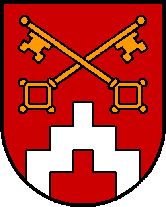
Peterskirchen
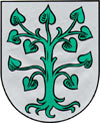
Pramet
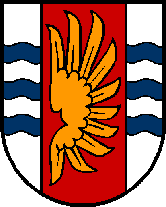
Reichersberg
Ried im Innkreis
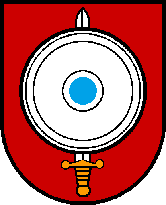
Schildorn
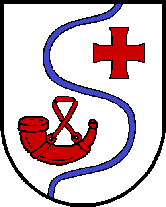
Senftenbach
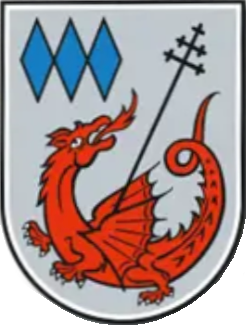
St. Georgen bei Obernberg am Inn
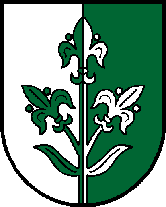
St. Marienkirchen am Hausruck
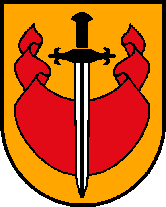
St. Martin im Innkreis
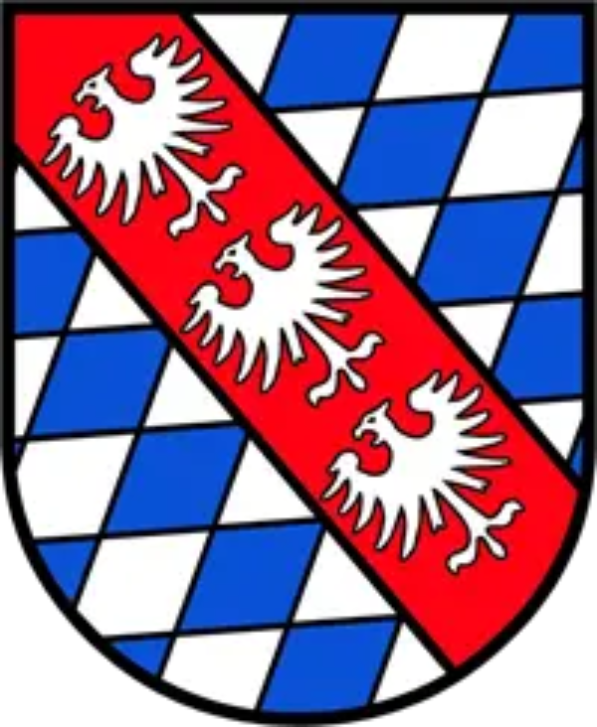
Taiskirchen im Innkreis
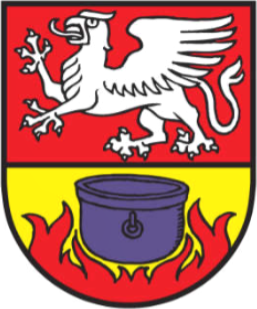
Tumeltsham
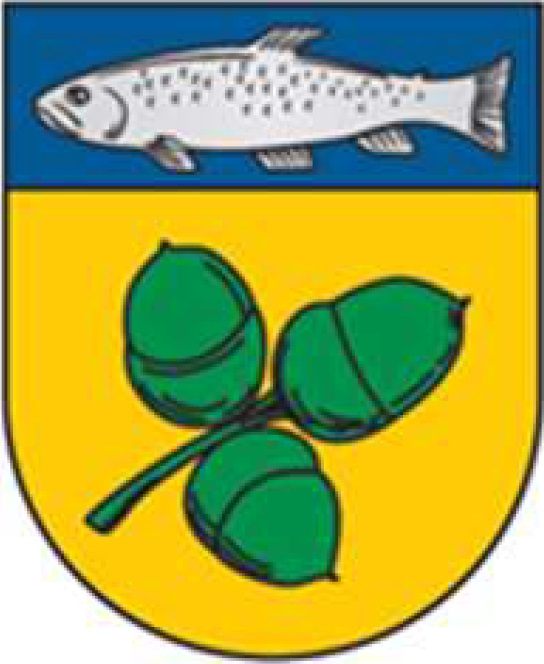
Utzenaich
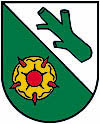
Waldzell
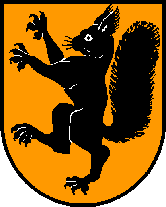
Weilbach
Wippenham